# 荒山泪
《荒山泪》別名《祈禱和平》是金仲荪創作于1930年11月份編成排演的的京劇劇目，由程砚秋、文亮臣、曹二庚、周瑞安、范宝亭首演于1931年1月26日北京中和戏院。與《春閨夢》《鎖麟囊》等并列為程派最具代表性的京劇作品。在1956年亦被改編成同名戲曲電影。

## 剧目

1956年北京電影製片廠出品同名京劇之電影海報，圖為程硯秋所飾演張慧珠。

该剧讲述了明朝末年普通百姓的悲剧。崇祯帝朱由检开课杂税，佃户高良敏交不出税，父子二人被官军抓去。儿媳张慧珠不眠不休赶制绢帛，才赎得二人歸來；官府卻再征人丁新税，父子两人不得不连夜冒着危险采药，最終被老虎吃掉。爲了交稅，張氏典当了衣物，年仅十三岁的獨子宝莲代父被官府征当民夫，婆婆也在接连打击下病死。官府仍旧要征税，张慧珠逃至王屋山邊，最終在绝望下自刎而死。

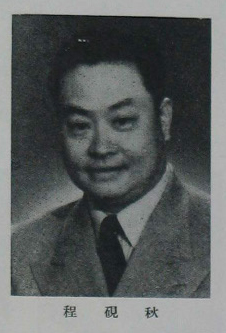
《荒山淚》首演者同程派祖師，程硯秋。

## 改編
本劇于中華人民共和國建立後北京电影制品厂改編為同名彩色京劇電影，由劇作家吴祖光指導；胡学礼、钱宝森、李丹林、程砚秋主演，在1956年上映。本劇是在中華人民共和國時任總理周恩來提議下拍攝的，也成爲程砚秋生前唯一一部拍有錄像的京劇作品。截至2022年，電影在中國書影音評論網站豆瓣評分9.1分。

## 特點
本以程派青衣唱腔爲主，為首個使用女富貴衣的京劇劇目。該劇以儒家經典《礼记》中“苛政猛于虎”的警句为主题编写，同程派劇目《春閨夢》一樣具有警世目的。在中華人民共和國建立後，許多知名的京劇演員均有演繹此劇，如：王吟秋、趙榮琛、李世濟、呂東明等二代程派弟子，也有張火丁、遲小秋、李海燕等三代演員。

## 評價
程砚秋弟子趙榮琛對本劇有較深見解：“[...]既可使人然泪下，又能激发观众愤懑憎恨的情绪。这就要求在舞台上的唱、念、做、舞等各个方面，具有坚实纯熟的基本功力和柔美、刚健相结合的表演手法，来刻画人物”以及“[...]力求优美流畅、绚丽多彩，但是绝非纤弱无力，华而不实。这样才能把古代妇女在暴政淫威面前的坚贞不屈、伟大牺牲的反抗精神表现出来，并取得对旧社会那些贪官污吏强烈控诉的积极效果，从而赋予观众以潜在的鼓舞力量。 ”

## 文獻

### 引用
1. 1 2  程, 永江. . 北京出版社. 2001. ISBN 9787200037098.
2. ↑  ,   [2022-08-20], （原始内容存档于2022-08-20） （中文（中国大陆））
3. ↑  赵荣琛. . 中國: 中国戏剧出版社. 1997. ISBN 9787104008620.